# دولمن
شهر دولمِن (به آلمانی: Dülmen) در ایالت نوردراین-وستفالن در کشور آلمان واقع شده است.

## نگارخانه

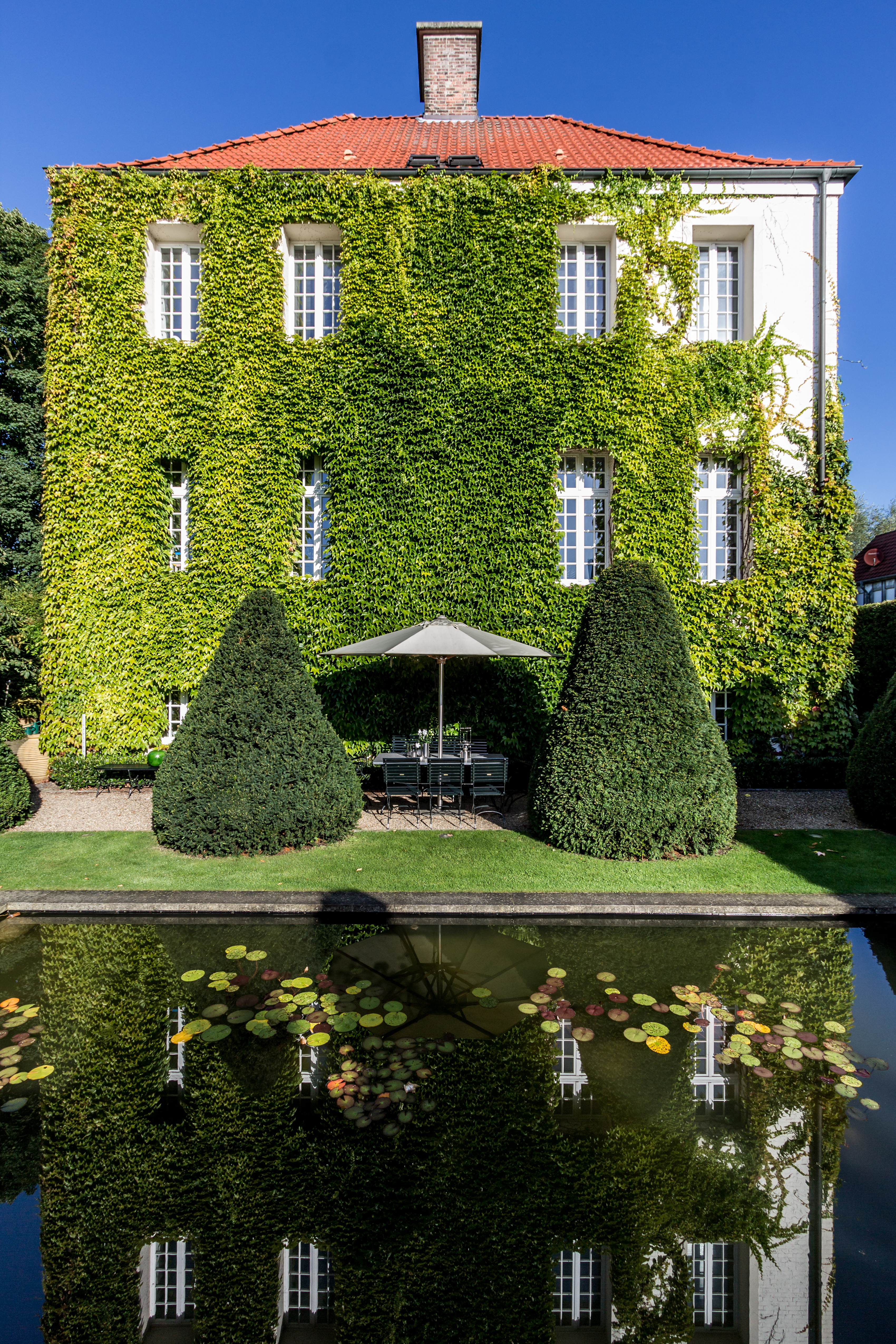
ویلایی در دولمن
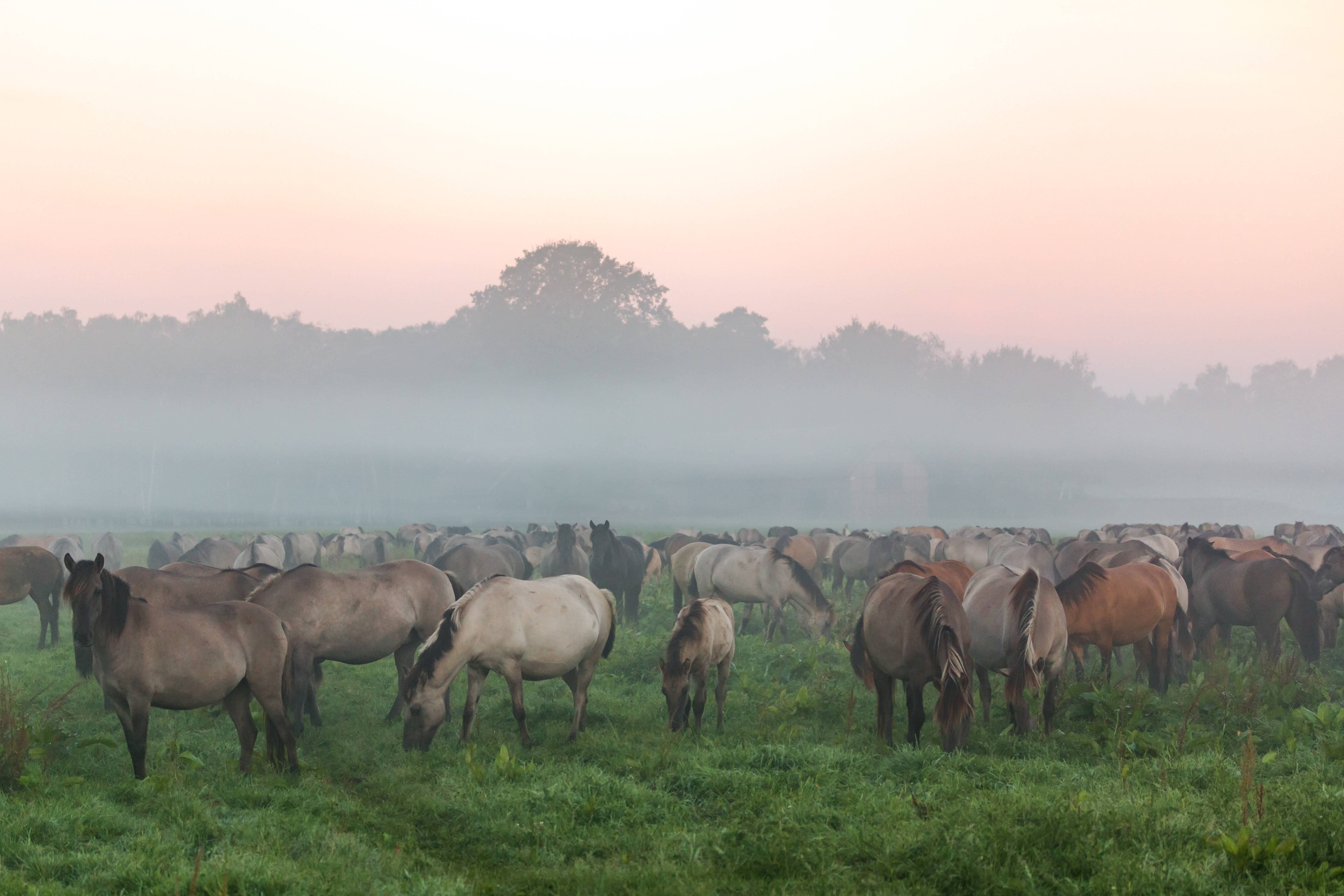
اسبچه دولمن
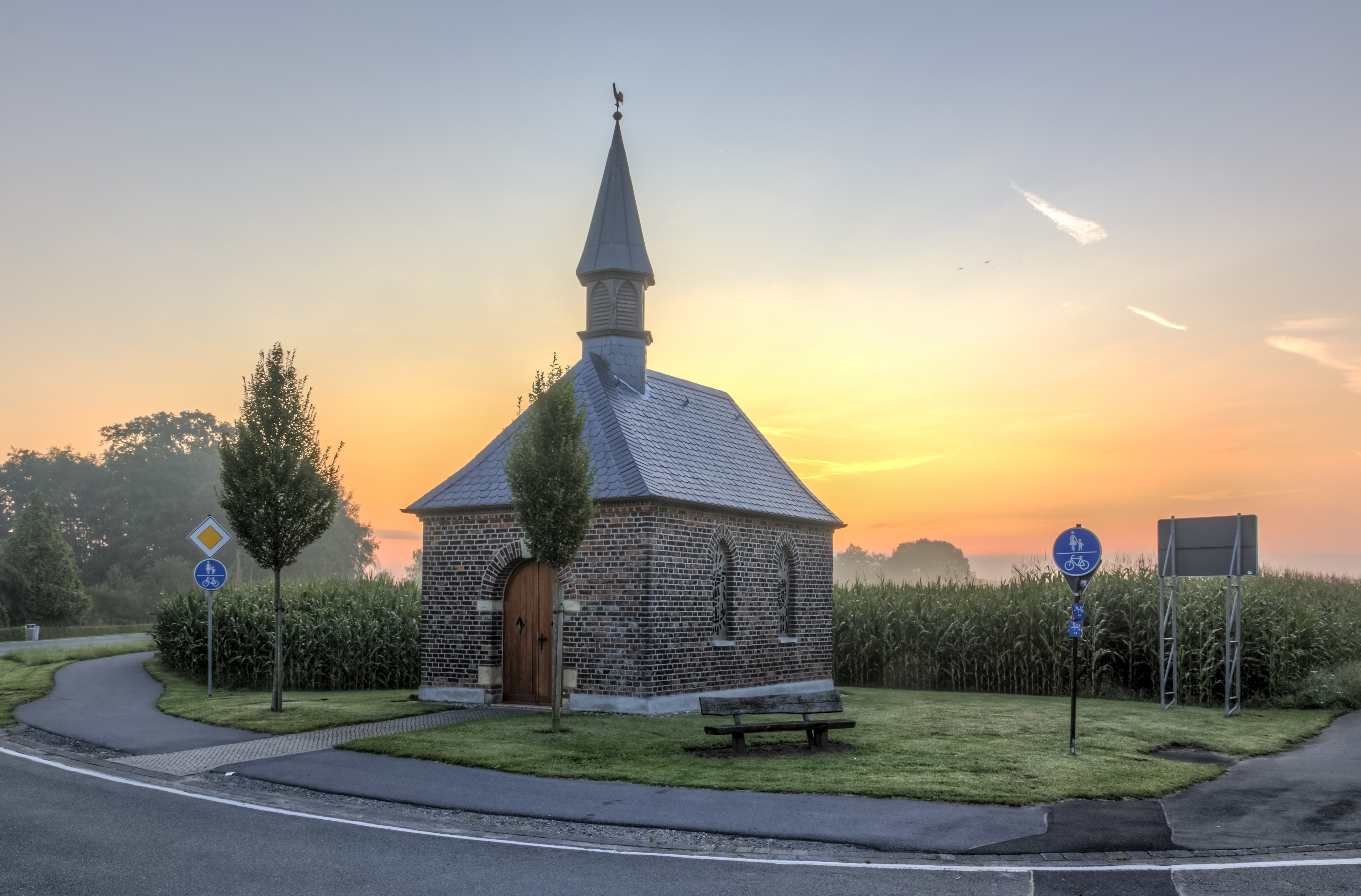
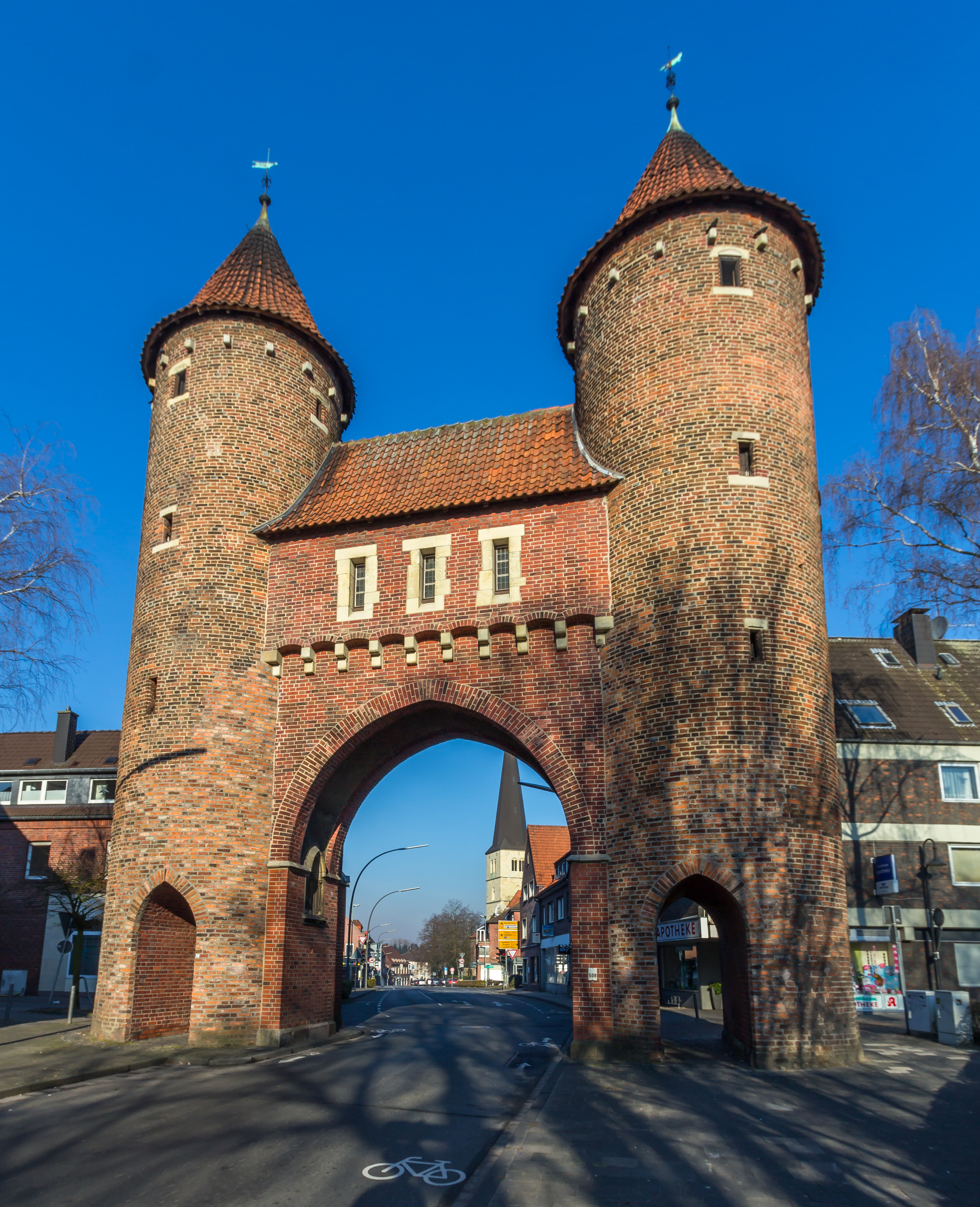
یکی از دروازه‌های قدیمی شهر دولمِن
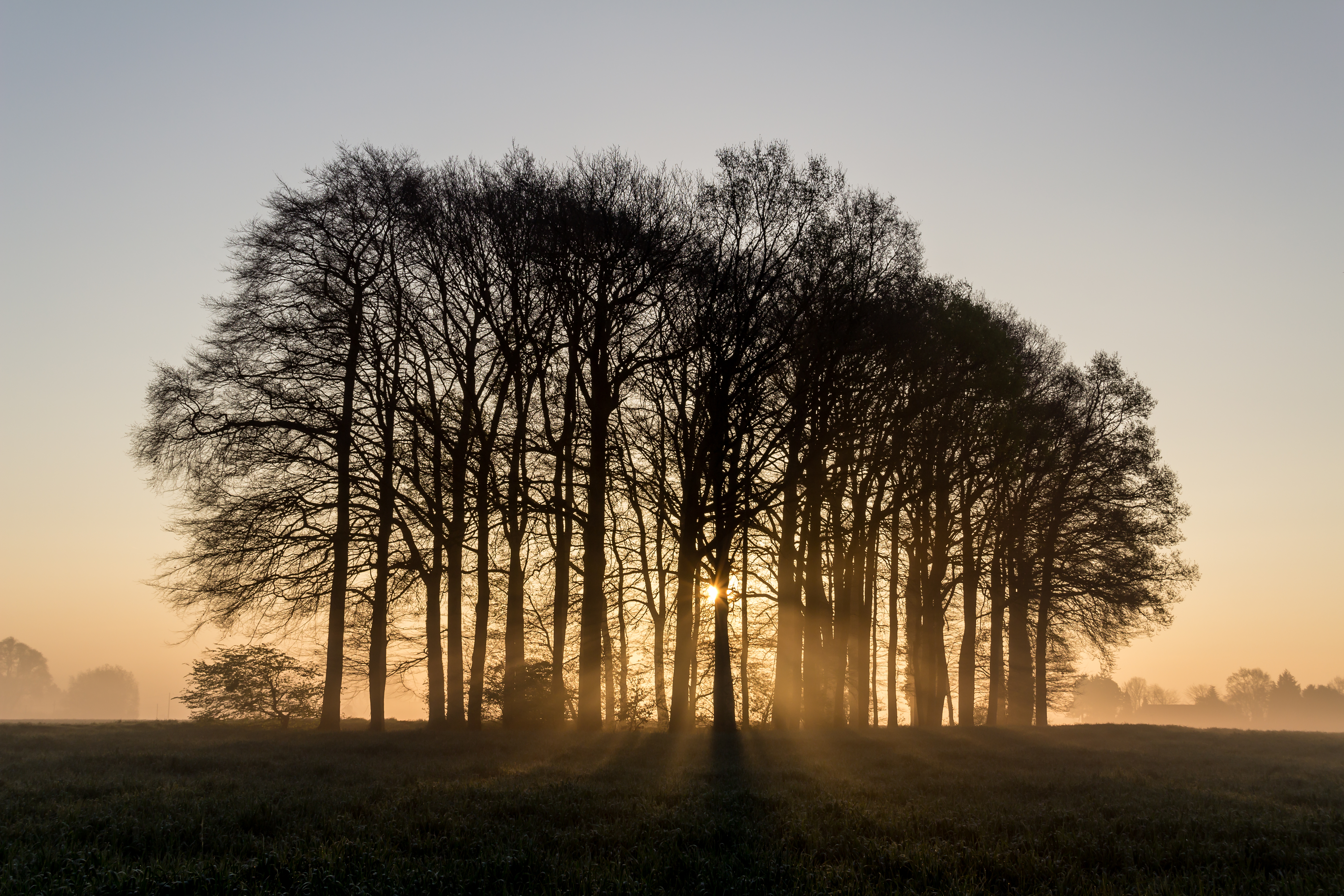
نگاره‌ای از هنگام طلوع آفتاب در مزرعه‌ای در شهر دولمِن
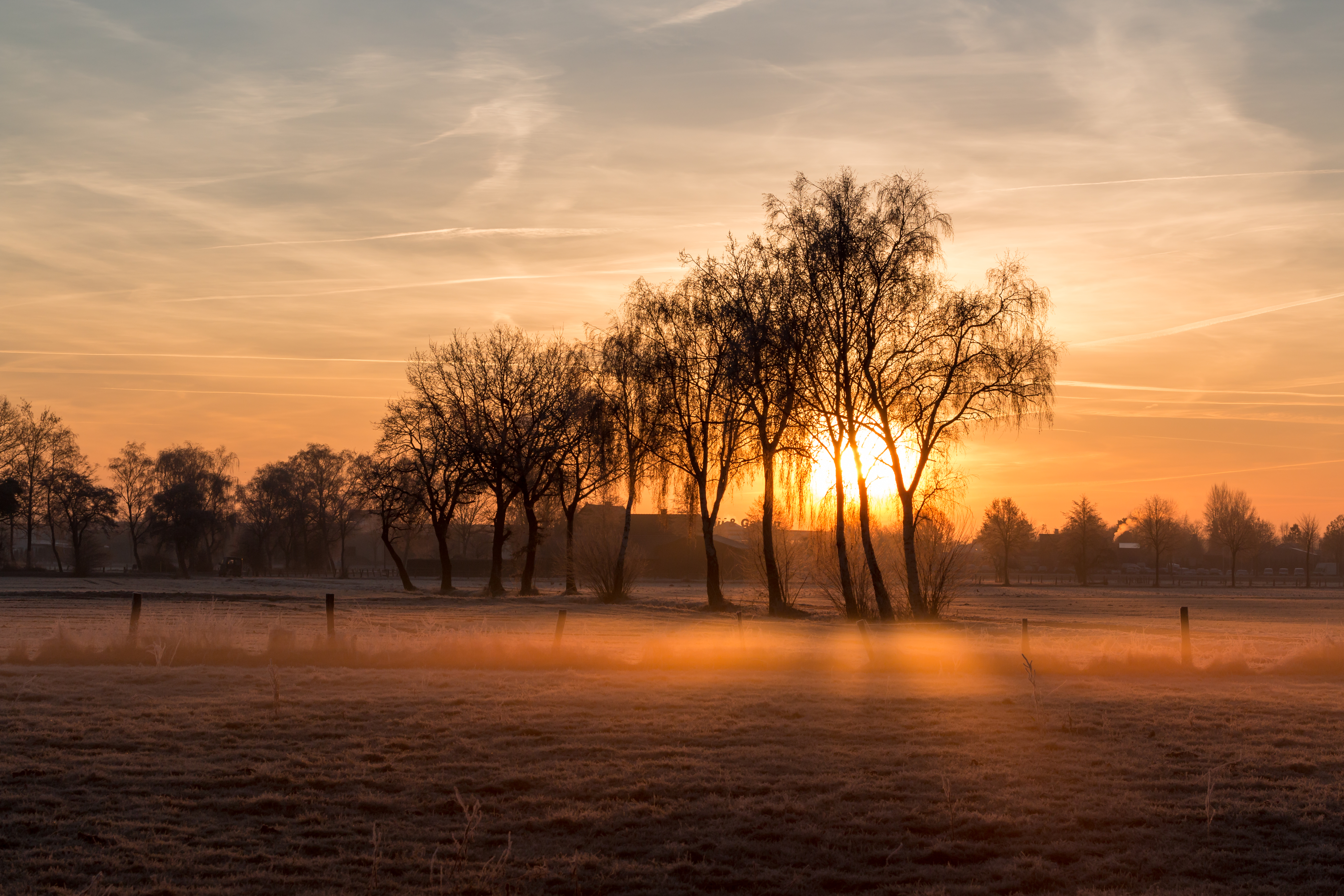
نگاره‌ای از هنگام طلوع آفتاب در مزرعه‌ای در شهر دولمِن